# Santa María Chachoápam
Santa María Chachoápam är en kommun i Mexiko.   Den ligger i delstaten Oaxaca, i den sydöstra delen av landet, 290 km sydost om huvudstaden Mexico City.
Följande samhällen finns i Santa María Chachoápam:
- La Cumbre Perales